# (6285) Ingram
(6285) Ingram (1981 EA26) – planetoida z pasa głównego asteroid okrążająca Słońce w ciągu 4,4 lat w średniej odległości 2,68 j.a. Odkryta 2 marca 1981 roku.